# Stacks Bluff
Der Stacks Bluff ist ein 1527 Meter hoher Berg im Nordosten des australischen Bundesstaates Tasmanien.
Er liegt im Ben-Lomond-Nationalpark, ist der sechsthöchste Berg Tasmaniens, eine bekannte Sehenswürdigkeit im Nationalpark und beliebt bei Wanderern und Bergsteigern.